# Emilio Caprile
Emilio Caprile (30. září 1928 Janov, Italské království – 5. březen 2020 Janov, Itálie) byl italský fotbalový útočník.
Fotbalovou kariéru začal v roce 1945 v Janově, kde odehrál pět utkání. První zápasy v nejvyšší lize odehrál v roce 1948 jako hráč Juventusu. Poté byl na dvě sezony zapůjčen do Atalanty. Jediný svůj titul vyhrál v sezoně 1951/52 v dresu Juventusu. Od roku 1954 hrál za Legnano a zde odehrál nejvíce utkání v jednom klubu. Kariéru ukončil coby hráč Sammargheritese v regionální lize v roce 1959.
Za reprezentaci odehrál dvě utkání na OH 1948, kde vstřelil dvě branky.

## Hráčská statistika
| Sezóna  | Klub     | Liga      | Liga   | Liga | Ligové poháry | Ligové poháry | Ligové poháry | Kontinentální poháry | Kontinentální poháry | Kontinentální poháry | Celkem | Celkem |
| Sezóna  | Klub     | Soutěž    | Zápasy | Góly | Soutěž        | Zápasy        | Góly          | Soutěž               | Zápasy               | Góly                 | Zápasy | Góly   |
| ------- | -------- | --------- | ------ | ---- | ------------- | ------------- | ------------- | -------------------- | -------------------- | -------------------- | ------ | ------ |
| 1945/46 | Janov    | 1. divize | 5      | 0    | -             | 0             | 0             | -                    | 0                    | 0                    | 5      | 0      |
| 1946/47 | Sestrese | Serie B   | 40     | 19   | -             | 0             | 0             | -                    | 0                    | 0                    | 40     | 19     |
| 1947/48 | Legnano  | Serie B   | 34     | 12   | -             | 0             | 0             | -                    | 0                    | 0                    | 34     | 12     |
| 1948/49 | Juventus | Serie A   | 32     | 9    | -             | 0             | 0             | -                    | 0                    | 0                    | 32     | 9      |
| 1949/50 | Atalanta | Serie A   | 32     | 13   | -             | 0             | 0             | -                    | 0                    | 0                    | 32     | 13     |
| 1950/51 | Atalanta | Serie A   | 30     | 2    | -             | 0             | 0             | -                    | 0                    | 0                    | 30     | 2      |
| 1951/52 | Juventus | Serie A   | 5      | 2    | -             | 0             | 0             | -                    | 0                    | 0                    | 5      | 2      |
| 1952/53 | Lazio    | Serie A   | 20     | 2    | -             | 0             | 0             | -                    | 0                    | 0                    | 20     | 2      |
| 1953/54 | Como     | Serie B   | 21     | 3    | -             | 0             | 0             | -                    | 0                    | 0                    | 21     | 3      |
| 1954/55 | Legnano  | Serie B   | 34     | 11   | -             | 0             | 0             | -                    | 0                    | 0                    | 34     | 11     |
| 1955/56 | Legnano  | Serie B   | 27     | 10   | -             | 0             | 0             | -                    | 0                    | 0                    | 27     | 10     |
| 1956/57 | Legnano  | Serie B   | 34     | 9    | -             | 0             | 0             | -                    | 0                    | 0                    | 34     | 9      |
| 1957/58 | Legnano  | Serie C   | 32     | 3    | -             | 0             | 0             | -                    | 0                    | 0                    | 32     | 3      |
| Celkem  | Celkem   | Celkem    | 346    | 95   | -             | 0             | 0             | -                    | 0                    | 0                    | 346    | 95     |

## Hráčské úspěchy

### Klubové
- 1× vítěz italské ligy (1951/52)

### Reprezentační
- 1× na MS (1950)
- 1× na OH (1948)